# Landgericht Würzburg (rechts des Mains)
Das Landgericht Würzburg (rechts des Mains) war ein bayerisches Landgericht älterer Ordnung.

## Beschreibung
Im Jahr 1817 wurde im Verlauf der Verwaltungsneugliederung Bayerns das Landgericht Würzburg rechts des Mains errichtet. Dieses kam zum Untermainkreis, dem Vorläufer des späteren Regierungsbezirks Unterfranken. Gebildet wurde es aus den würzburgischen Ämtern Heidingsfeld, Prosselsheim und Veitshöchheim zuzüglich der aufgelösten Stifte und Klöster. Der Sitz des Landgerichts war Würzburg. Es war 3,365 Quadratmeilen groß (≈189 km²) und es gab 19 Ruralgemeinden:
- Burggrumbach
- Estenfeld
- Gerbrunn mit Gieshügel (Gerbrunn)
- Güntersleben
- Kürnach
- Lengfeld mit Holzmühle, Riedenmühle und Rosenmühle (Würzburg)
- Maidbronn
- Mühlhausen
- Oberdürrbach mit Gadheim und Schafhof
- Randersacker
- Rimpar mit Dürrwiese
- Rottendorf mit Rothof und Wöllriederhof
- Rupprechtshausen mit Hilpertshausen und Ziegelhütte
- Theilheim
- Thüngersheim
- Unterdürrbach mit Rotkreuzhof
- Unterpleichfeld
- Veitshöchheim mit Schleehof
- Versbach mit Herrnmühle, Schäfermühle und Straubmühle

1862 wurde die Verwaltung von dem neu geschaffenen Bezirksamt Würzburg übernommen. Das Landgericht Würzburg (rechts des Mains) war nun nur noch für die Gerichtsbarkeit zuständig. Am 1. April 1873 wurde das Landgericht Würzburg rechts des Mains mit dem Landgericht Würzburg (links des Mains) und dem Stadtgericht Würzburg zum neu gebildeten Landgericht Würzburg vereinigt.